# Che Rafael Duran
Rafael Thomas Duran Santos mais conhecido como Che Rafael Duran, nasceu em (São Paulo, 5 de agosto de 1987), é um jogador brasileiro de futebol de salão (modalidade FIFUSA), que atua como Ala. Atualmente joga pela equipe do A.E.R. Campo Belo de São Paulo.

## Carreira

### Início
Devido ao fato de seus adversários te encalçarem durante as partidas e ele como um ótimo guerreiro nunca caía, ganhou o apelido de Che quando criança, analogia ao guerrilheiro Che Guevara.

### Trajetória
Atuou em várias equipes amadoras, análogas a profissionais e profissionais do futsal. Sua primeira experiência profissional internacional foi no futsal Português,  ao disputar a primeira divisão defendendo a equipe do Boticas, na temporada 2009/2010. 
Ao retornar ao Brasil, Che descobriu o caminho para a Seleção Brasileira ao se tornar vice-campeão paulista de futebol de salão, com ótimas atuações, defendendo a equipe da Associação Esportiva e Recreativa Campo Belo.

### Seleção Brasileira
Daniel Castilho, treinador da A.E.R. Campo Belo e da Seleção Brasileira, convocou-o para a disputa dos Jogos Mundiais de Cali. O atleta tornou-se peça fundamental para a conquista brasileira da medalha de bronze na cidade de Guadalajara de Buga, na Colômbia. 
Em 2013, Che Rafael Duran conquistou, até o momento, o título mais importante de sua carreira futebolística.
Em 2015, convocado para defender a Seleção Brasileira no XI Mundial de Futebol de Salão na Bielorrússia, foi o artilheiro do Brasil com 3 gols. 

## Conquistas

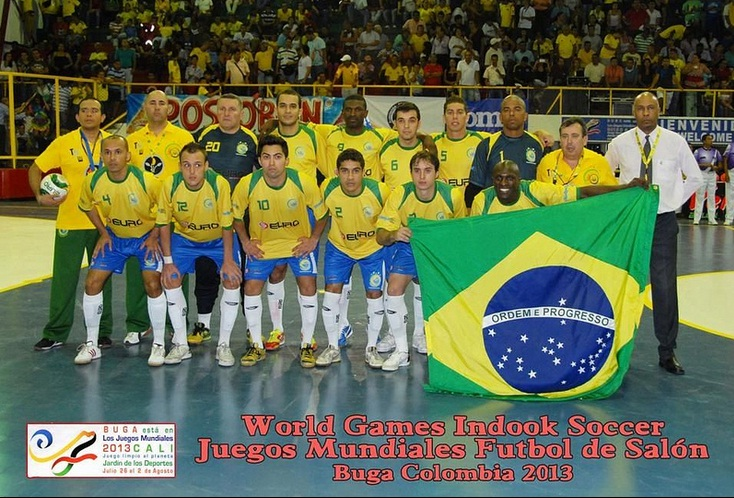
Seleção Brasileira de Futebol de Salão - Medalha de bronze nos Jogos Mundiais em 2013.

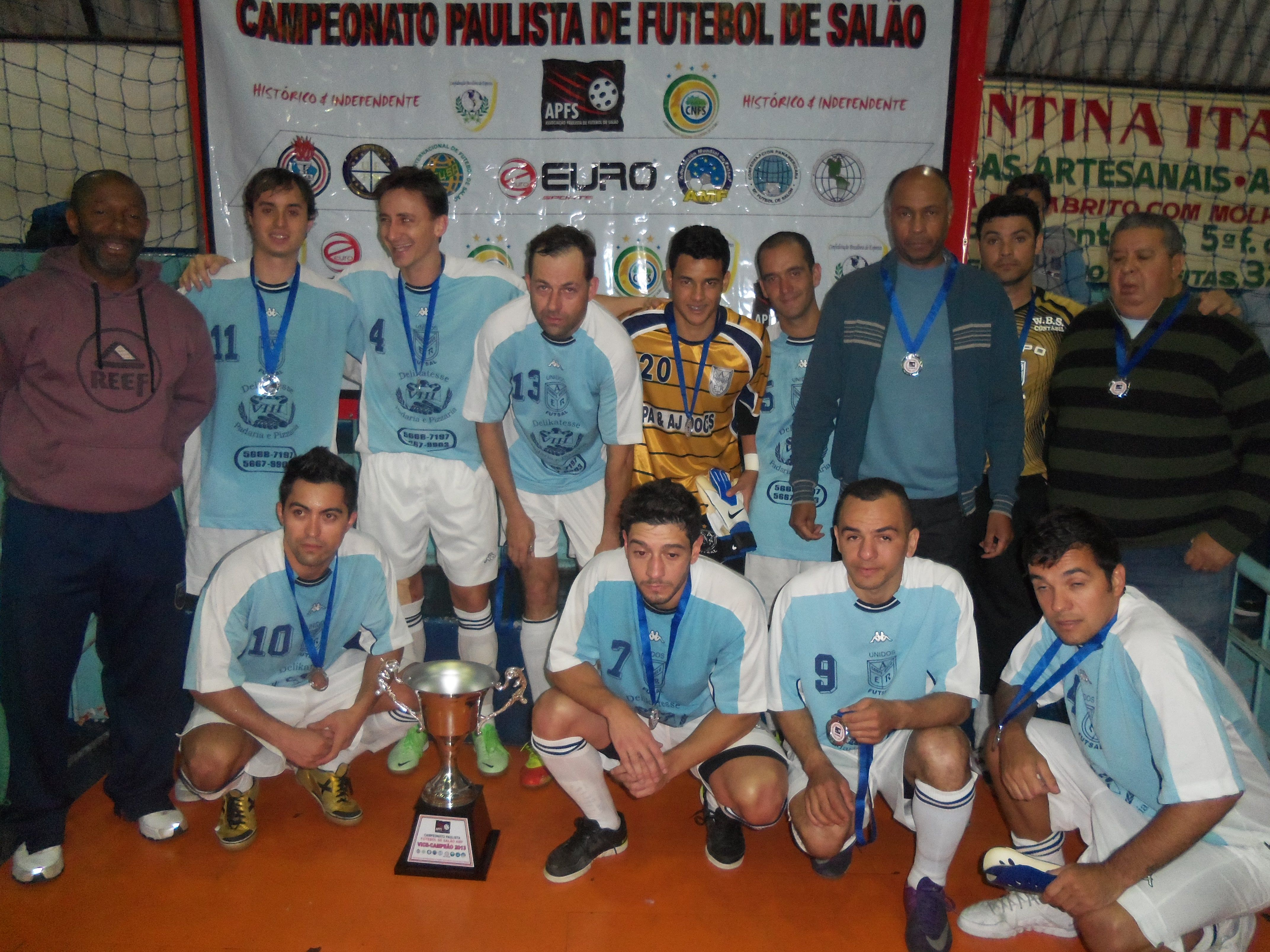
Che Rafael Duran, vice-campeão paulista em 2013, com a equipe principal masculino do Campo Belo.

### Clubes
Campanha de destaque
- Vice-campeão - Campeonato Paulista do Interior - infantil - Rio Branco: 2001
- Vice-campeão - Campeonato Paulista de Futebol de Salão - principal - A.E.R. Campo Belo: 2013
- vice-campeão - Copa Kaizen de Futebol de Salão - principal - A.E.R. Campo Belo: 2013

### Seleção Brasileira
- IX Jogos Mundiais/The World Games : Cali -  2013.   - Medalha de bronze